# Gelanor mabelae
Gelanor mabelae là một loài nhện trong họ Mimetidae.
Loài này thuộc chi Gelanor. Gelanor mabelae được Arthur M. Chickering miêu tả năm 1947.